# 왜소은하

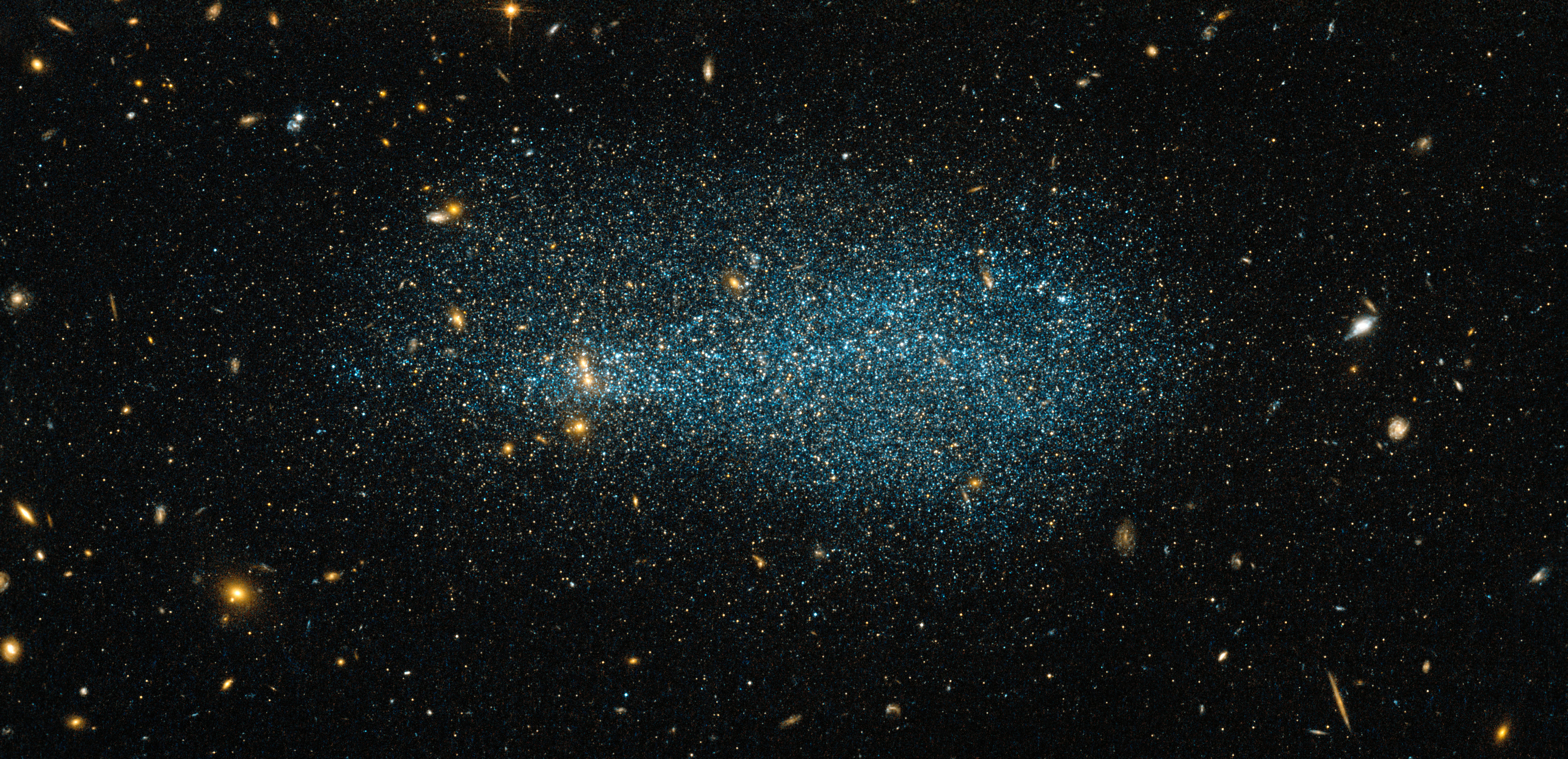
고래자리 방향으로 1억 1,000만 광년 떨어져 있는 왜소 은하인 ESO 540-31의 모습이다.

왜소 은하(矮小 銀河, dwarf galaxy, 문화어: 작은 은하계)는 수십 억 개까지의 별로 구성된 작은 은하이다. 2,000억에서 4,000억 개로 추정되는 우리 은하의 구성원 수에 비하면 적은 수의 별을 가지고 있다. 우리은하를 가까이서 공전하며 약 300억 개의 별을 포함하는 대마젤란 은하는 때때로 왜소 은하로 분류되기도 하는데, 다른 이들은 충분히 큰 은하로 간주한다. 왜소 은하의 형성과 활동은 큰 은하와의 상호 작용에 영향을 많이 받는 것으로 추정되고 있다. 천문학자들은 모양과 조성에 기반하여 많은 유형의 왜소 은하를 발견했다.

## 왜소 은하의 형성

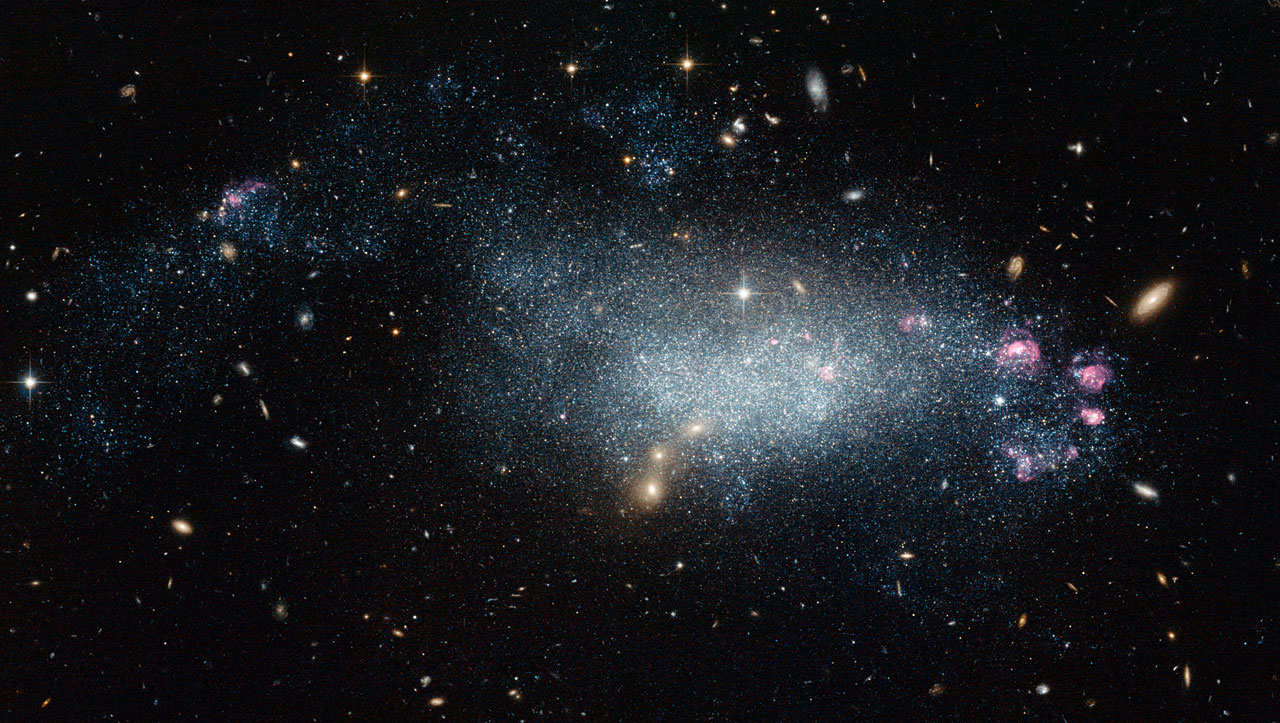
왜소은하 DDO 68

현재의 이론은 왜소 은하를 포함하는 대부분의 은하는 암흑물질과 관련되거나 또는, 금속을 포함하는 가스로 형성된다고 설명한다. 그러나, NASA의 은하 진화 탐사선 우주선은 부족한 금속의 가스로 만들어지는 새로운 왜소은하를 발견했다. 이러한 은하는 사자자리의 두 무거운 은하 주변의 수소와 헬륨으로 구성된 구름인 사자자리 고리에 위치해 있다.
왜소 은하는 작은 크기로 인해 이들이 최종적으로 병합될 때까지 이웃 나선은하에 의해 끌어당겨지고 파괴되는 모습으로 관측되어 왔다.

## 국부 왜소은하

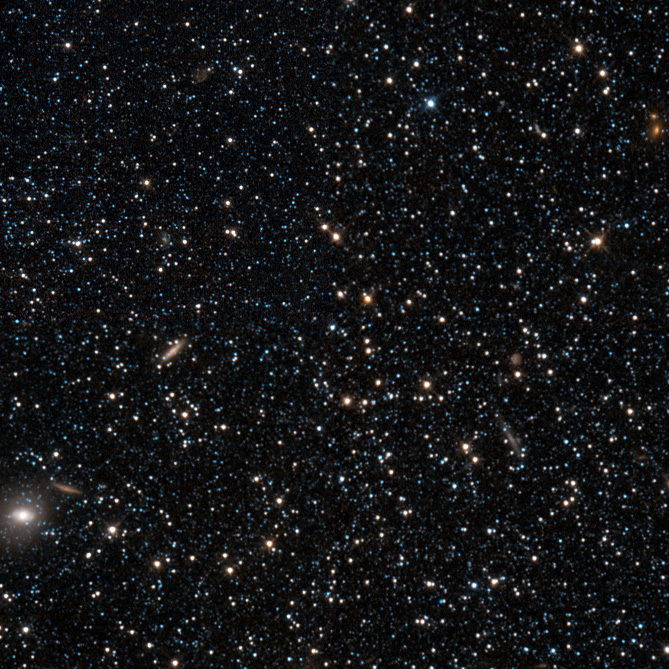
내부에 어린 별들을 포함하고, 변두리에 늙은 별들을 포함하는 특징을 가진 왜소 불규칙 은하, 봉황자리 왜소은하

국부 은하군에는 많은 왜소 은하가 있다. 이러한 작은 은하는 우리 은하, 안드로메다 은하, 삼각형자리 은하와 같은 큰 은하를 자주 공전한다. 2007년 논문은 많은 왜소 은하가 우리 은하와 안드로메다 은하의 초기 진화 기간에 조석력에 의해 형성되었을 것이라고 주장한다. 조석 왜소 은하는 은하가 충돌하여 중력 상호 작용할 때 형성된다. 은하를 구성하는 물질의 흐름은 모은하와 이를 둘러싸는 암흑물질의 헤일로에 의해 끌어당겨진다.
우리 은하는 20여개 이상의 왜소 은하를 위성으로 두고 있는 것으로 밝혀졌고, 또한 최근의 관측은 천문학자들이 우리은하에서 가장 큰 구상 성단, 센타우루스자리 오메가가 사실 중심에 블랙홀을 가지며 어느 시기에 우리은하에 의해 흡수된 왜소은하의 핵임을 믿게 만든다.

## 일반적인 왜소은하의 유형
왜소은하는 형태에 따라 분류된다.
- 타원은하: 왜소타원은하(dE)
- 왜소구형은하(dSph) - 왜소타원의 하위유형, 현재는 별개의 유형으로 여김
- 불규칙은하: 왜소불규칙은하(dI)
- 나선은하: 왜소나선은하(dS)[8]
- 마젤란형 왜소은하
- 청색밀집왜소은하 (아래 항목 참고)
- 초밀집왜소은하 (아래 항목 참고)

## 청색 밀집 왜소은하

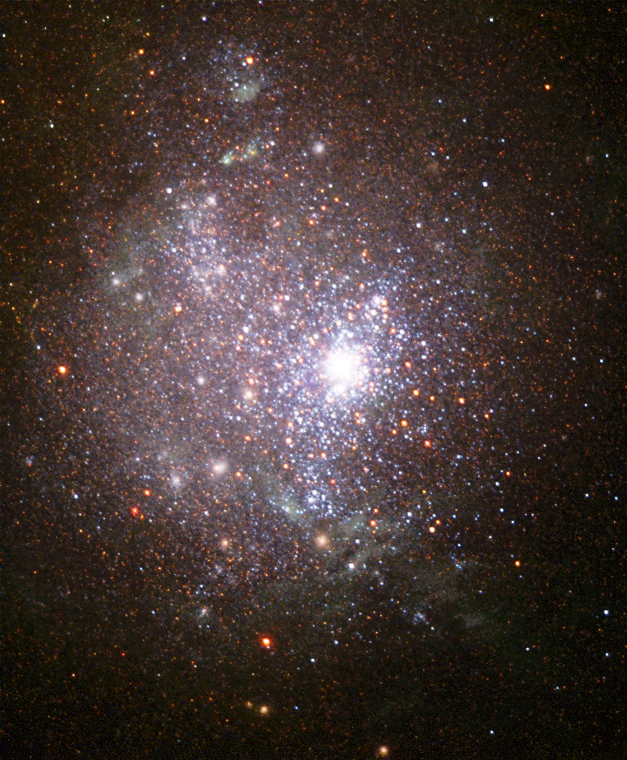
근처의 청색 밀집 왜소은하 NGC 1705. 허블 우주 망원경에 의해 촬영되었다.

천문학에서 청색 밀집 왜소은하(영어: Blue compact dwarf galaxy, BCD 은하)는 어리고 뜨겁고 무거운 별로 구성된 큰 성단을 포함하는 작은 은하이다. 이러한 청색의 매우 밝은 별들은 은하 자체가 청색으로 보이게 만드는 원인이다. 대부분의 BCD 은하는 왜소 불규칙 은하 또는 왜소 렌즈형 은하로 분류되기도 한다. BCD 은하는 성단으로 구성되어 있기 때문에 특정한 형태가 없다. 이들은 많은 양의 가스를 단번에 소모하는데, 매우 격렬한 별의 형성 활동을 야기한다.
BCD 은하는 새로운 별의 형성 과정에 있으며 차갑다. 은하의 별들은 모두 서로 다른 시기에 형성되었는데, 그래서 은하는 냉각되어 새로운 별을 형성할 물질을 축적할 시간을 가진다. 시간이 지나면서 별의 형성은 은하의 모양을 변화시킨다.
근처의 예로는 NGC 1705, NGC 2915, NGC 3353이 있다.

## 초 밀집 왜소은하
초 밀집 왜소은하(영어: Ultra-compact dwarf galaxy, UCD)는 최근에 발견된 매우 높은 항성분포를 가진 매우 밀집한 은하의 유형이다. 이들은 대략 직경 200 광년에 약 1억 개의 별을 포함하는 것으로 추정된다. 이들은 부유은하단의 중심을 통해 끌려가다 조석 상호작용에 의해 외피층의 가스와 별들이 뜯겨져 나간 응집한 왜소타원은하의 핵일 것으로 이론화되었다. UCD는 처녀자리 은하단, 화로자리 은하단, 아벨 1689, 머리털자리 은하단 등 은하단에서 발견된다. UCD의 극단적인 예로는 약 5,400만 광년 떨어져 있는 M60-UCD1이 있다. 이는 반경 160 광년 이내에 대략 2억 태양질량의 물질을 포함하고, 중심영역에 밀집된 별들 사이의 거리는 우리은하에서 지구가 위치한 영역에서의 별들보다 약 25배 가깝다.

## 일부 왜소은하 목록
- 물병자리 왜소은하
- 큰개자리 왜소은하
- 헤니즈 2-10
- I 츠비키 18
- IC 10
- 대마젤란 은하
- NGC 1569
- NGC 1705
- NGC 2915
- NGC 3353
- 페가수스자리 왜소불규칙은하
- 봉황자리 왜소은하
- 궁수자리 왜소타원은하
- 궁수자리 왜소불규칙은하
- 조각가자리 왜소은하
- 조각가자리 왜소불규칙은하
- 육분의자리 A
- 육분의자리 왜소구형은하
- 소마젤란 은하
- 큰부리새자리 왜소은하
- 작은곰자리 왜소은하
- 빌만 1
- 용골자리 왜소은하
- 용자리 왜소은하
- 화로자리 왜소은하
- 사자자리 II 왜소은하

## 같이 보기
- 은하 형태 분류
- 가까운 은하 목록
- 완두은하